# Майборський Володимир Петрович
Володимир Петрович Майборський (1 жовтня 1911, с. Зіньки, Перерослівська волость, Острозький повіт, Волинська губернія, Російська імперія — 7 січня 1987, с. Зіньки, Шепетівський район, Хмельницька область) — Герой Радянського Союзу, кулеметник 7-го полку 24-ї стрілецької Залізної дивізії, старшина запасу, почесний громадянин міста Коломиї.

## Біографія
Народився у селі Зіньки, Перерослівської волості, Острозького повіту, Волинської губернії (нині — Шепетівського району, Хмельницької області, Україна).
Після закінчення сільської школи працював у колгоспі, потім вантажником Херсонського річкового порту. В боях з червня 1941 року на Чорноморському флоті, 1-му Українському фронті.
В боях на Прикарпатті біля села Черемхів Івано-Франківської області 13 липня 1944 року повторив подвиг Олександра Панкратова — Олександра Матросова, за що Указом Президії Верховної Ради СРСР від 24 березня 1945 року кулеметнику 7-го полку 24-ї стрілецької Залізної дивізії рядовому Майборському Володимиру Петровичу присвоєно звання Героя Радянського Союзу. За щасливої випадковості і завдяки надзвичайно міцній статурі Володимир Майборський вижив і вилікувався від страшних поранень, тільки лікарям довелося ампутувати ногу. Демобілізувався із армії у військовому званні старшина.
У післявоєнні роки Володимир Петрович працював у колгоспі, був головою сільської Ради. Помер легендарний ветеран 7 січня 1987 року. Похований у рідному селі Зіньки.

## Нагороди
Володимир Петрович був нагороджений:
- Медаллю «Золота Зірка» (24.03.1945)[2]
- Орденом Леніна (24.03.1945)[2]
- Орденом Вітчизняної війни I ступеня (1985)
- Медалями, в тому числі медаллю «За відвагу» (07.07.1944)[7]

## Пам'ять
- Погруддя Героя Радянського Союзу В. П. Майборського встановлене у місті Коломия Івано-Франківської області.
- Меморіальна таблиця на честь Героя Радянського Союзу В. П. Майборського встановлена біля села Черемхів Коломийського району Івано-Франківської області.
- На честь Героя Радянського Союзу В. П. Майборського названа вулиця в місті Хмельницькому (мікрорайон Ракове).